# Cryptocentrus shigensis
Cryptocentrus shigensis är en fiskart som beskrevs av Kuroda, 1956. Cryptocentrus shigensis ingår i släktet Cryptocentrus och familjen smörbultsfiskar. Inga underarter finns listade i Catalogue of Life.